# Park Narodowy Dovrefjell

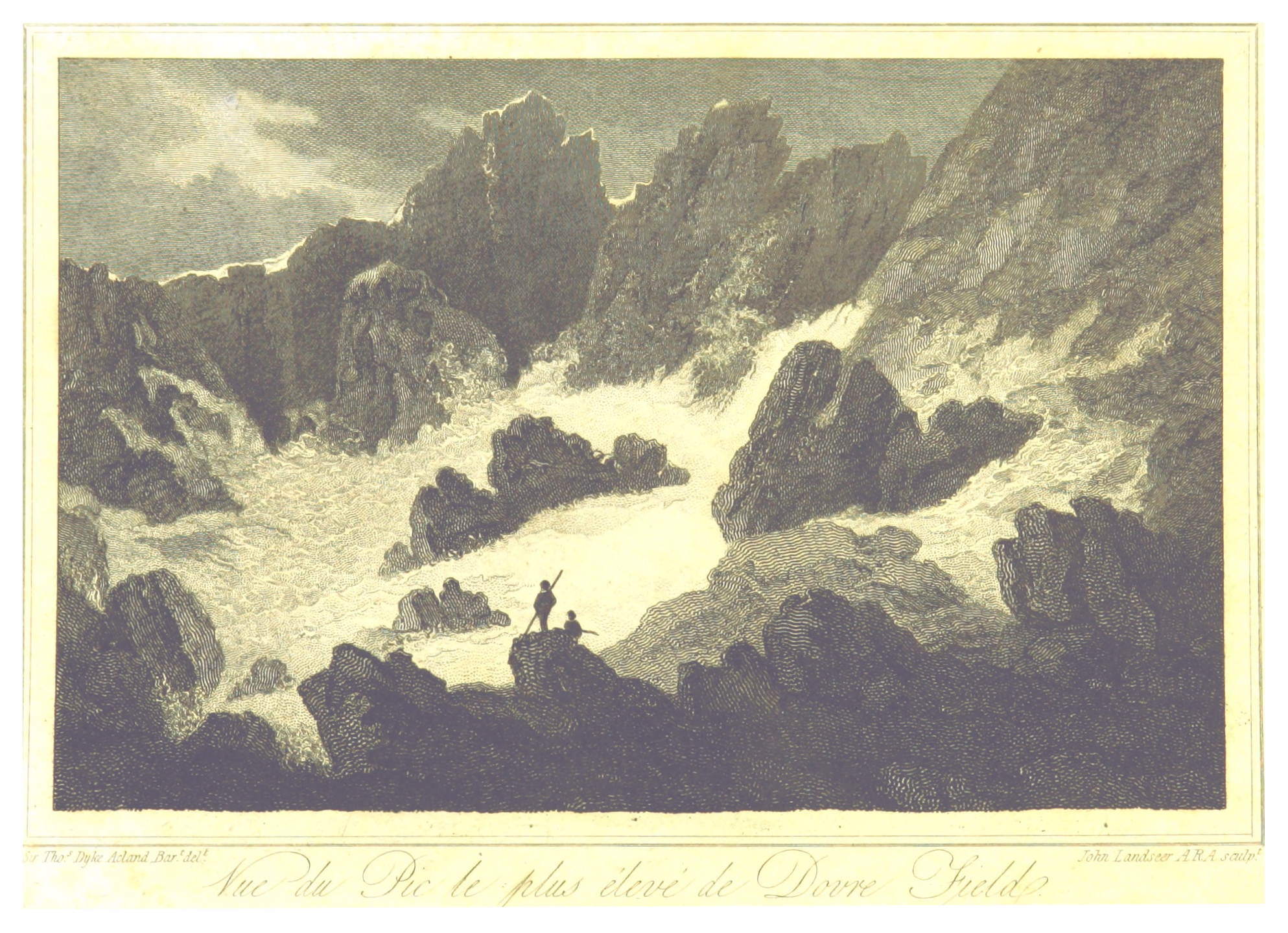
Tereny Dovrefjell w 1813

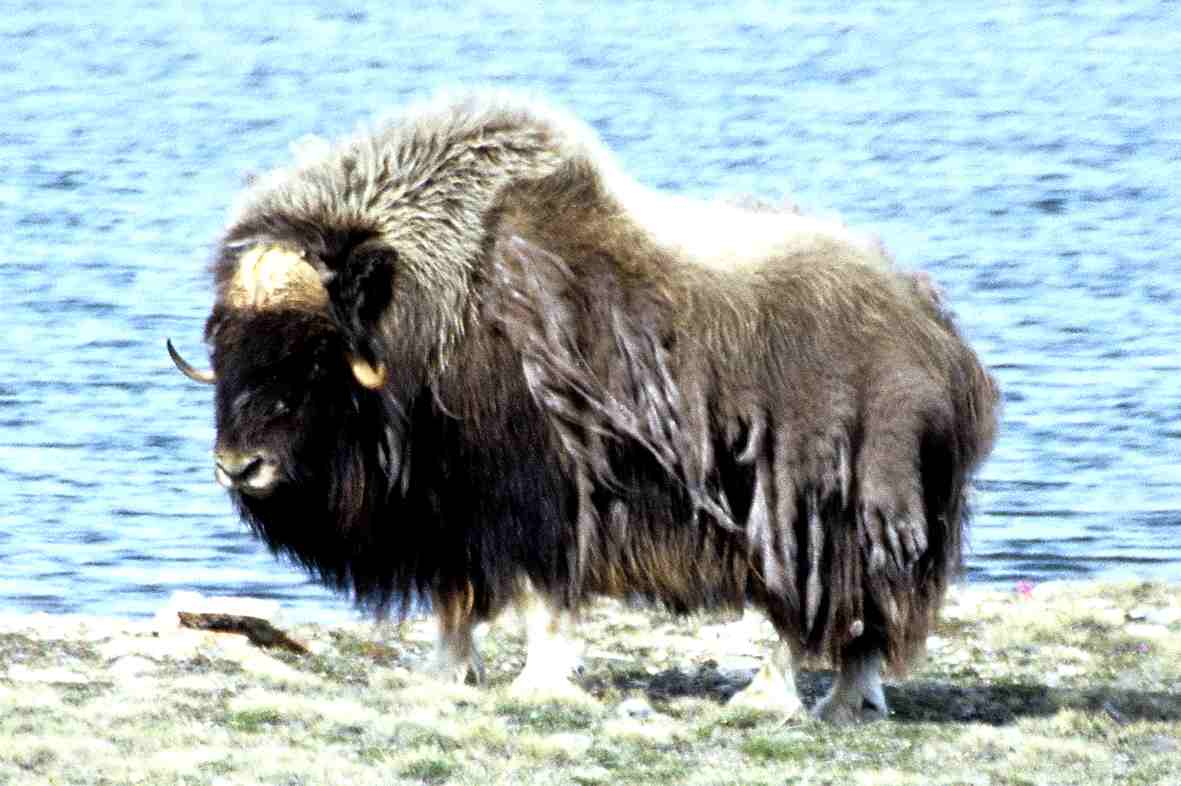
Piżmowół

Park Narodowy Dovrefjell-Sunndalsfjella (norw. Dovrefjell-Sunndalsfjella nasjonalpark) – park narodowy w Norwegii. 

## Położenie
Leży blisko parków Jotunheimen i Rondane na granicy prowincji Hedmark i Oppland w środkowej części kraju (niedaleko Trondheim). 

## Historia i charakter
Jest terenem chronionym już w XIX wieku (pierwsze wzmianki o ochronie tego terenu pochodzą z 1814). Formalnie ogłoszono go parkiem narodowym w 1974 na powierzchni 265 km². 
Obejmuje góry Dovre z unikalną rzeźbą polodowcową. Dolina Drivy (Drivdal) dzieli park na dwie części: wschodnią (płaskowyż 1000–1300 m n.p.m. o wapiennym podłożu i znacznym bogactwie flory) i zachodnią (górzystą, z najwyższym punktem parku – szczytem Snöhetta o wysokości 2286 m n.p.m.). 
Klimat parku jest kontynentalny, średnia roczna suma opadów wynosi 439 mm, a średnia roczna temperatura to -0,5°C. 

## Flora i fauna

### Flora
Florę parku tworzą rzadkie okazy, m.in.: firletka alpejska, Cassiope hypnoides, Phyllodoce coerulea, mech Pohlia albicans, skalnica naprzeciwlistna, wierzba żyłkowana i endemiczna bylica norweska. Istnieje tu najbardziej na południe wysunięte stanowisko subarktycznego torfowiska typu palsa. 

### Fauna
Z fauny najbardziej znana jest jedyna europejska populacja piżmowołu. Pierwsze osobniki sprowadzono tu w 1930. Wyginęły one 10 lat później. W 1950 podjęto kolejną próbę aklimatyzacji tego gatunku w Norwegii, tym razem się powiodło. Jesienią 1978 żyło tu 35 sztuk wołów, a obecnie jest ich około 50. Piżmowół w parku nie ma naturalnych wrogów, jedynym zagrożeniem są zbyt wysokie śniegi uniemożliwiające zwierzętom dotarcie do pokarmu i gwałtowne burze. Okazy można oglądać jedynie podczas specjalnych, organizowanych przez władzę parku wycieczek.
Awifaunę reprezentuje m.in. obficie występująca siewka złota.